# Ortameer
Het Ortameer (Italiaans: Lago d'Orta / Cusio) ligt in de Piëmontese provincies Novara en Verbano-Cusio-Ossola. De waterspiegel van het meer ligt 290 meter boven zeeniveau. Water verlaat het meer via de korte rivier de Nigoglia die al na enkele honderden meters samenvloeit met de Strona. Deze stroomt op zijn beurt weer uit in het Lago Maggiore. Het Ortameer is het enige grote Noord-Italiaanse meer waarvan het water aan de noordzijde uitvloeit.
In het meer ligt een relatief groot eiland, het Isola San Giulio, hierop staat een aantal gebouwen waaronder een 9e-eeuwse basiliek. Het eiland is met een bootdienst te bereiken vanuit Orta San Giulio, het toeristische epicentrum van het meer. Het historische centrum van deze plaats is zeer goed bewaard gebleven. Bij de plaats ligt de Sacro Monte, een wandelweg leidt via 21 kapelletjes gewijd aan het leven van Franciscus van Assisi naar de top waar een aantal abdijgebouwen staan. Aan de west- en oostzijde is het meer omgeven door bergen. De hoogste berg aan de oostzijde is de Mottarone (1491 m) waarvan de top met een weg te bereiken is voor automobilisten. Het westelijke bergland (hoogste top 1249 m) vormt de scheiding met het Valsesia.

## Belangrijkste plaatsen
- Omegna (15.374 inw.)
- Orta San Giulio (1116 inw.)
- Gozzano (5979 inw.)
- Armeno (2185 inw)

## Foto's

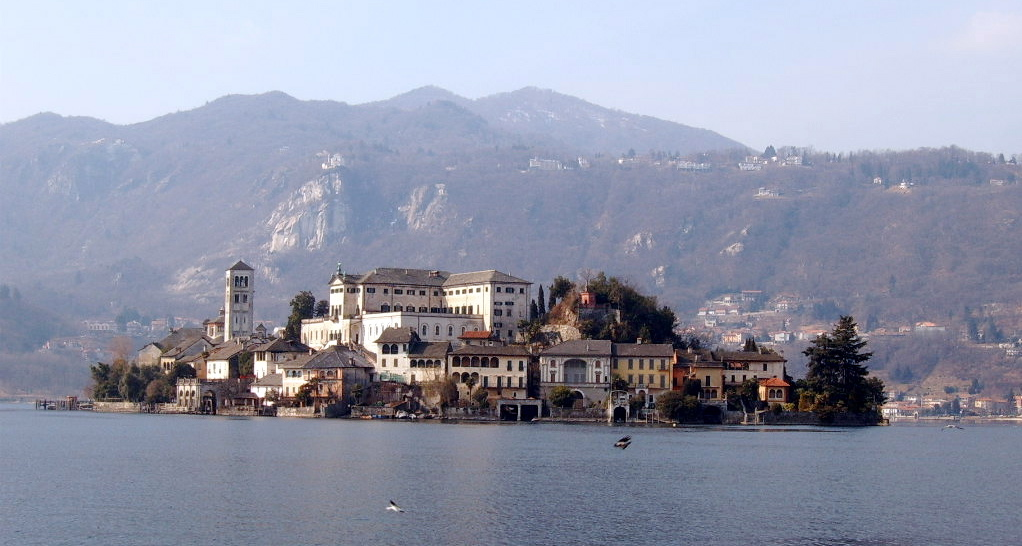
Isola San Giulio

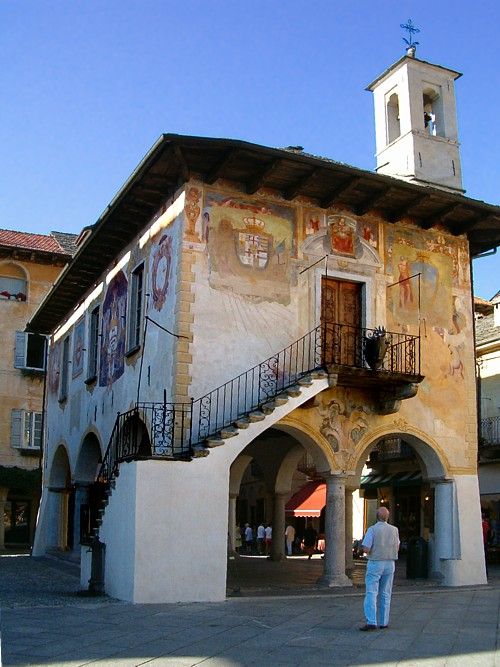
Orta San Giulio

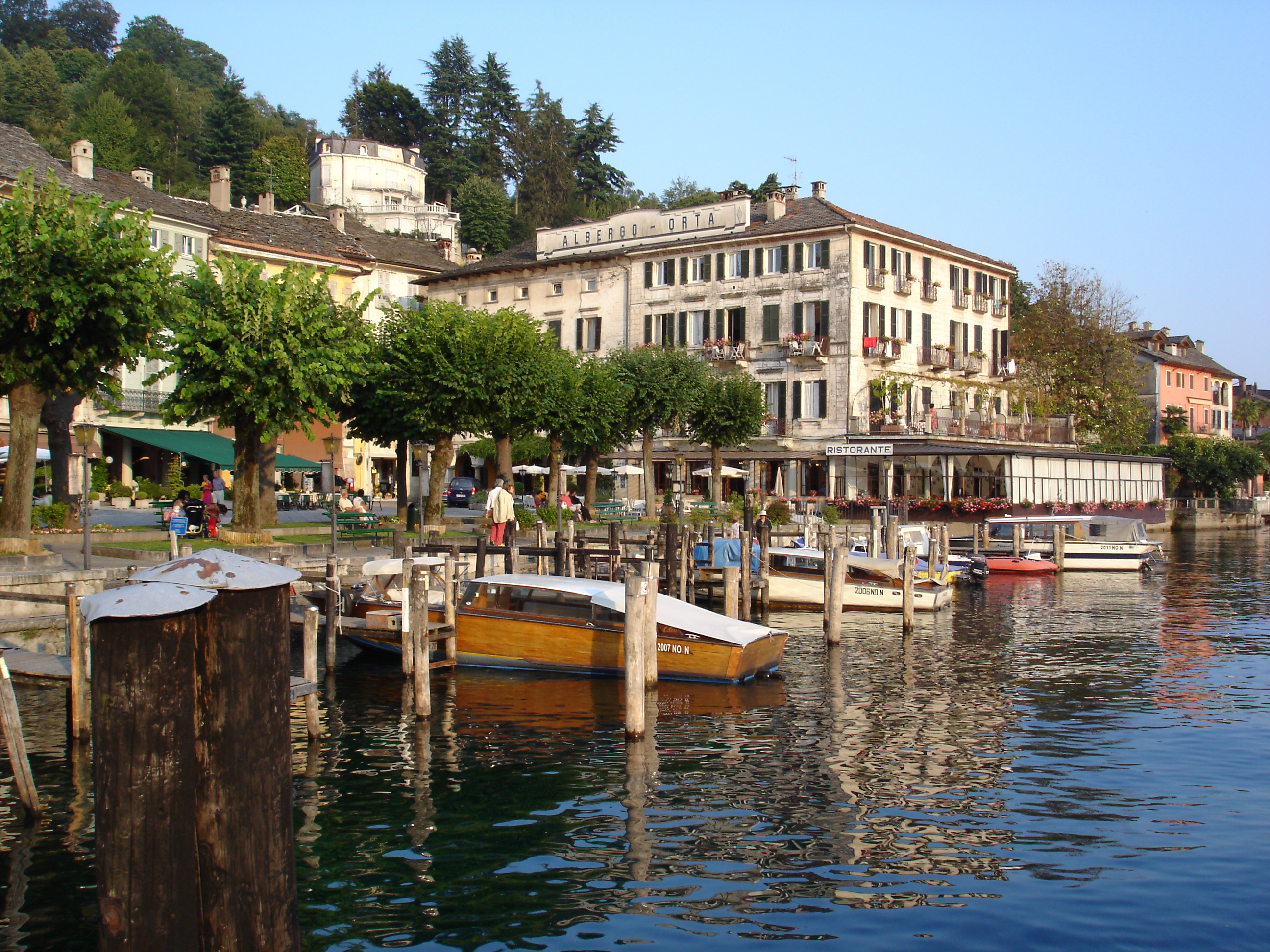
Plein in Orta San Giulio

Albano · 
Alserio · 
Annone · 
Barrea · 
Bolsena · 
Bracciano · 
Campotosto · 
Comabbio · 
Como · 
Endine · 
Garda · 
Garlate · 
Idro · 
Iseo · 
Ledro · 
Lugano · 
Maggiore · 
Mergozzo · 
Misurina · 
Monate · 
Orta · 
Pusiano · 
Trasimeno · 
Varese · 
Vico · 
Viverone